# Liffe 2024
35. Ljubljanski mednarodni filmski festival bo potekal od 13. do 24. novembra 2024 s projekcijami v Ljubljani (Cankarjev dom, Kinodvor, Slovenska kinoteka, Dvorana AGRFT, Kino Bežigrad), Mariboru (MariBOX kino), Celju (Mali Union Celje), Novem mestu (Anton Podbevšek teater) in Kranju (MOJKINO Kranj).

## Nagrade
| Nagrada                                 | Prejemnik                        | Režija             |
| --------------------------------------- | -------------------------------- | ------------------ |
| vodomec                                 | Črna pika / Fekete pont          | Bálint Szimler     |
| vodomec                                 | posebna omemba: Dobra / Good One | India Donaldson    |
| nagrada za najboljši kratki film        | Oyu                              | Atsushi Hirai      |
| nagrada za najboljši kratki film        | posebna omemba: Aqueronte        | Manuel Munoz Rivas |
| nagrada FIPRESCI                        | April                            | Dea Kulumbegašvili |
| nagrada mladinske žirije Kinotrip       | Strupeno / Akipleša              | Saule Bliuvaite    |
| nagrada žirije Art kino mreže Slovenije | Ravno obratno / Volveréis        | Jonás Trueba       |
| nagrada občinstva zmaj                  | Manas                            | Marianna Brennand  |

Žirije
- vodomec: Taki Mumladze, Christos Nikou, Darko Sinko
- nagrada FIPRESCI: Igor Angjelkov, Hamed Soleimanzadeh, Maruša Kuret
- nagrada za najboljši kratki film: Leonardo Goi, Anja Medved, Niko Novak
- nagrada mladinske žirije Kinotrip: Nadja Alymova, Alja Budin, Gašper Macedoni, Maša Mramor, Lenart Zalar Schroers
  - Dobra / Strupeno / Simon / Tuji jezik / Julie molči
- nagrada Art kino mreže Slovenije: Manca Cerar, Jure Mavrič, Erik Toth
  - Vsi odtenki svetlobe / April / Dahomej / Veliko potovanje / Žetev / Seme svetega figovca / Simón / Požgana zemlja / Ravno obratno

Glasovanje za nagrado občinstva zmaj
| Rezultati glasovanja        | Rezultati glasovanja |
| Film                        | Ocena                |
| --------------------------- | -------------------- |
| Manas                       | 4,71                 |
| Križišče                    | 4,64                 |
| Novo leto, ki ni prišlo     | 4,62                 |
| Beg na konec sveta          | 4,51                 |
| Proti neznani deželi        | 4,47                 |
| Črni pes                    | 4,39                 |
| Somrak bojevnikov: Zazidani | 4,34                 |
| Črna pika                   | 4,26                 |
| Hudičeva kopel              | 4,22                 |
| Sive čebele                 | 4,17                 |
| Hanami                      | 4,02                 |
| Ustavljeni čas              | 4,02                 |
| Božansko usmiljenje         | 3,99                 |
| Vrabec v kaminu             | 3,91                 |
| Proslava                    | 3,89                 |
| Greice                      | 3,8                  |
| Ivo                         | 3,77                 |
| Dobra                       | 3,76                 |
| Nora hiša                   | 3,47                 |
| Strupeno                    | 3,39                 |

Glasovanje za najboljši film Jadranske festivalske mreže
| Rezultati glasovanja | Rezultati glasovanja |
| Film                 | Ocena                |
| -------------------- | -------------------- |
| Valovanje            | 4,59                 |
| Hipnoza              | 4,19                 |
| Ribe na meniju       | 3,91                 |
| Mleko                | 3,63                 |

## Filmi

### Perspektive
| Naslov                  | Izvirni naslov          | Režija             | Države                                            |
| ----------------------- | ----------------------- | ------------------ | ------------------------------------------------- |
| April                   | April                   | Dea Kulumbegašvili | Gruzija, Italija, Francija                        |
| Črna pika               | Fekete pont             | Szimler Balint     | Madžarska                                         |
| Dobra                   | Good One                | India Donaldson    | ZDA                                               |
| Julie molči             | Julie zwijgt            | Leonardo van Dijl  | Belgija, Švedska                                  |
| Novo leto, ki ni prišlo | Anul Nou care n-a fost  | Bogdan Muresanu    | Romunija, Srbija                                  |
| Proslava                | Proslava                | Bruno Anković      | Hrvaška                                           |
| Sestri                  | September Says          | Ariane Labed       | Grčija, Irska, VB, Nemčija, Francija              |
| Strupeno                | Akipleša                | Saule Bliuvaite    | Litva                                             |
| Tuji jezik              | Langue Etrangere        | Claire Burger      | Francija, Belgija, Nemčija                        |
| Vsi odtenki svetlobe    | All We Imagine as Light | Payal Kapadia      | Indija, Francija, Nizozemska, Luksemburg, Italija |

### Predpremiere
| Naslov               | Izvirni naslov             | Režija               | Države                                            |
| -------------------- | -------------------------- | -------------------- | ------------------------------------------------- |
| Anora                | Anora                      | Sean Baker           | ZDA                                               |
| Balada o Limonovu    | Limonov: The Ballad        | Kiril Serebrenikov   | Italija, Španija, Francija                        |
| Brutalist            | The Brutalist              | Brady Corbet         | ZDA, VB, Madžarska                                |
| Cent'anni            | Cent'anni                  | Maja Doroteja Prelog | Slovenija, Italija, Poljska, Srbija, Avstrija     |
| Dahomej              | Dahomey                    | Mati Diop            | Senegal, Benin, Francija                          |
| Dekle z iglo         | Pigen med nalen            | Magnus von Horn      | Danska, Švedska, Poljska                          |
| Emilia Pérez         | Emilia Pérez               | Jacques Audiard      | Francija, Mehika, ZDA                             |
| Imperij              | L'Empire                   | Bruno Dumont         | Francija, Italija, Nemčija, Portugalska, Belgija  |
| Konec                | The End                    | Joshua Oppenheimer   | Danska, Irska, Nemčija, VB, Italija, ZDA, Švedska |
| Konklave             | Conclave                   | Edward Berger        | VB, ZDA                                           |
| Maria                | Maria                      | Pablo Larraín        | Italija, Čile, Nemčija                            |
| Megalopolis          | Megalopolis                | Francis Ford Coppola | ZDA                                               |
| Nebrušeni diamant    | Diamant brut               | Agathe Riedinger     | Francija                                          |
| Paznica              | Vogter                     | Gustav Möller        | Danska, Švedska, Francija                         |
| Pozno poleti         | Nakon ljeta                | Danis Tanović        | Hrvaška, Slovenija, BiH, Srbija, Romunija         |
| Prisiljena           | Wild Urge                  | Sharon Bar-Ziv       | Slovenija, Nemčija, Izrael                        |
| Seme svetega figovca | The Seed of the Sacred Fig | Mohammad Rasoulof    | Iran, Nemčija, Francija                           |
| Sosednja soba        | The Room Next Door         | Pedro Almodóvar      | Španija, ZDA                                      |

### Kralji in kraljice
| Naslov                     | Izvirni naslov                      | Režija                        | Države                                               |
| -------------------------- | ----------------------------------- | ----------------------------- | ---------------------------------------------------- |
| Božansko usmiljenje        | Miséricorde                         | Alain Guiraudie               | Francija, Španija, Portugalska                       |
| Hudičeva kopel             | Des Teufels Bad                     | Veronika Franz, Severin Fiala | Avstrija, Nemčija                                    |
| Mati Mara                  | Majka Mara                          | Mirjana Karanović             | Srbija, Slovenija, BiH, Črna gora, Švica, Luksemburg |
| Mrtvaški prt               | The Shrouds                         | David Cronenberg              | Kanada, Francija                                     |
| Plimovanje                 | Feng liu yi dai                     | Jia Zhangke                   | Kitajska                                             |
| Požgana zemlja             | Verbrannte Erde                     | Thomas Arslan                 | Nemčija                                              |
| Še vedno sem tu            | Ainda estou aqui                    | Walter Salles                 | Brazilija, Francija                                  |
| Ustavljeni čas             | Hors du temps                       | Olivier Assayas               | Francija                                             |
| V koži Blanche Houellebecq | Dans la peau de Blanche Houellebecq | Guillaume Nicloux             | Francija                                             |
| Veliko potovanje           | Grand Tour                          | Miguel Gomes                  | Portugalska, Italija, Francija, Kitajska, Japonska   |
| Vrabec v kaminu            | Der Spatz im Kamin                  | Ramon Zürcher                 | Švica                                                |
| Žetev                      | Harvest                             | Athina Rachel Tsangari        | Grčija, VB, Nemčija, ZDA, Francija                   |

### Panorama
| Naslov               | Izvirni naslov          | Režija                    | Države                                                |
| -------------------- | ----------------------- | ------------------------- | ----------------------------------------------------- |
| Alfa.                | Alpha.                  | Jan-Willem van Ewijk      | Nizozemska, Slovenija, Švica                          |
| Beg na konec sveta   | The Outrun              | Nora Fingscheidt          | VB, Nemčija                                           |
| Črni pes             | Gou zhen                | Guan Hu                   | Kitajska                                              |
| Greice               | Greice                  | Leonardo Mouramateus      | Brazilija, Portugalska                                |
| Hanami               | Hanami                  | Denise Fernandes          | Zelenortski otoki, Švica, Portugalska                 |
| Ivo                  | Ivo                     | Eva Trobisch              | Nemčija                                               |
| Konvoj               | Konvoi                  | Henrik Martin Dahlsbakken | Norveška                                              |
| Križišče             | Crossing                | Levan Akin                | Gruzija, Turčija, Švedska, Danska, Francija           |
| Manas                | Manas                   | Marianna Brennand         | Brazilija, Portugalska                                |
| Motel Destino        | Motel Destino           | Karim Ainouz              | Brazilija, Nemčija, Francija, VB                      |
| Naseljenci           | Los colonos             | Felipe Gálvez Haberle     | Čile, Argentina, Danska, VB, Nemčija, Tajvan, Švedska |
| Proti neznani deželi | To a Land Unknown       | Mahdi Fleifel             | Grčija, Palestina, VB, Nizozemska, Danska             |
| Ravno obratno        | Volveréis               | Jonás Trueba              | Španija, Francija                                     |
| Simón                | Simón de la montana     | Federico Luis             | Argentina, Čile, Urugvaj                              |
| Sive čebele          | Siri bdžoli (Grey Bees) | Dmitro Moisejev           | Ukrajina                                              |
| Zora                 | Ljósbrot                | Rúnar Rúnarsson           | Islandija, Hrvaška, Nizozemska, Francija              |

### Ekstravaganca
| Naslov                      | Izvirni naslov                 | Režija                           | Države            |
| --------------------------- | ------------------------------ | -------------------------------- | ----------------- |
| Nora hiša                   | Krazy House                    | Steffen Haars, Flip van der Kuil | Nizozemska        |
| Racija v Manili             | Beomjoidosi 4                  | Heo Myeong-haeng                 | Južna Koreja      |
| Somrak bojevnikov: Zazidani | Jiu Long cheng zhai: Wei cheng | Soi Cheang                       | Hongkong          |
| Substanca                   | The Substance                  | Coralie Fargeat                  | VB, ZDA, Francija |
| Zénithal                    | Zénithal                       | Jean-Baptiste Saurel             | Francija          |

### Kinobalon
| Naslov                        | Izvirni naslov               | Režija                      | Države                   |
| ----------------------------- | ---------------------------- | --------------------------- | ------------------------ |
| Divjaki                       | Sauvages                     | Claude Barras               | Švica, Belgija, Francija |
| Kdo je kdo?                   | Vem är vem                   | Linda Hambäck, Stina Wirsén | Švedska                  |
| O psu, ki je potoval z vlakom | O psie, który jezdzil koleja | Magdalena Niec              | Poljska                  |
| Uganka ognja                  | Riddle of Fire               | Weston Razooli              | ZDA, Francija            |
| Young Hearts                  | Young Hearts                 | Anthony Schatteman          | Belgija, Nizozemska      |
| Zmagovalke                    | Sieger Sein                  | Soleen Yusef                | Nemčija                  |

### Retrospektiva: Costa-Gavras
| Naslov          | Izvirni naslov      | Režija       | Države                           | Leto |
| --------------- | ------------------- | ------------ | -------------------------------- | ---- |
| Amen.           | Amen.               | Costa-Gavras | Francija, Nemčija, Romunija      | 2002 |
| Človek preveč   | Un homme de trop    | Costa-Gavras | Francija, Italija                | 1967 |
| Kupe za morilce | Compartiment tueurs | Costa-Gavras | Francija                         | 1965 |
| Noro mesto      | Mad City            | Costa-Gavras | ZDA                              | 1997 |
| Obsedeno stanje | État de siege       | Costa-Gavras | Francija, Italija, Čile, Nemčija | 1972 |
| Odrasli v sobi  | Adults in the Room  | Costa-Gavras | Francija, Grčija                 | 2019 |
| Pogrešani       | Missing             | Costa-Gavras | ZDA, Mehika                      | 1982 |
| Priznanje       | L'aveu              | Costa-Gavras | Francija, Italija                | 1970 |
| Z               | Z                   | Costa-Gavras | Francija, Alžirija               | 1969 |

### Evropa na kratko
| Sklop | Naslov                   | Izvirni naslov                 | Režija                                      | Države                                  |
| ----- | ------------------------ | ------------------------------ | ------------------------------------------- | --------------------------------------- |
| I     | Krik                     | Boucan                         | Salomé Da Souza                             | Francija                                |
| I     | Tako Tsubo               | Tako Tsubo                     | Eva Pedroza, Fanny Sorgo                    | Avstrija, Nemčija                       |
| I     | Rojstnodnevna zabava     | Il compleanno di Enrico        | Francesco Sossai                            | Nemčija, Francija, Italija              |
| I     | No Horses on Mars        | No Horses on Mars              | Bea de Visser                               | Nizozemska                              |
| I     | Oyu                      | Oyu                            | Atsushi Hirai                               | Francija                                |
| II    | Offline                  | Offline                        | Mauritz Brekke Solberg, Daniel Fure Schwarz | Norveška                                |
| II    | Matta in Matto           | Matta und Matto                | Bianca Caderas, Kerstin Zemp                | Švica                                   |
| II    | Diamond Himalaya         | Diamond Himalaya               | Mila Olivier                                | Francija                                |
| II    | The Oasis I Deserve      | The Oasis I Deserve            | Ines Sieulle                                | Francija                                |
| II    | Mož, ki ni mogel molčati | Čovjek koji nije mogao šutjeti | Nebojša Slijepčević                         | Hrvaška, Francija, Bolgarija, Slovenija |
| III   | Shrooms                  | Shrooms                        | Jorge Jácome                                | Portugalska                             |
| III   | As If It Could           | As If It Could                 | Ada Güvenir                                 | Belgija                                 |
| III   | Aqueronte                | Aqueronte                      | Manuel Muńoz Rivas                          | Španija                                 |
| III   | Dreams About Putin       | Dreams About Putin             | Nastia Korkia, Vlad Fishez                  | Belgija, Madžarska, Portugalska         |

### Jadranska mreža
| Naslov         | Izvirni naslov | Režija            | Država                     |
| -------------- | -------------- | ----------------- | -------------------------- |
| Hipnoza        | Hypnosen       | Ernst De Geer     | Švedska, Norveška          |
| Mleko          | Melk           | Stefanie Kolk     | Nizozemska                 |
| Ribe na meniju | Drie Dagen Vis | Peter Hoogendoorn | Nizozemska, Belgija        |
| Valovanje      | Flow           | Gints Zilbalodis  | Latvija, Belgija, Francija |

### Fokus: Alternativni film
| Naslov                                                      | Režija                     | Države                  | Leto |
| ----------------------------------------------------------- | -------------------------- | ----------------------- | ---- |
| Ali je bilo kaj avantgardnega?                              | Matevž Jerman, Jurij Meden | Slovenija               | 2024 |
| Okvir za nekaj poz – 1. del / Ram za nekoliko poza – 1. del | Karpo Godina               | Jugoslavija             | 1976 |
| Okvir za nekaj poz – 2. del / Ram za nekoliko poza – 2. del | Karpo Godina               | Jugoslavija             | 1976 |
| Program slovenskega alternativnega filma                    |                            |                         |      |
| Fantastična balada                                          | Boštjan Hladnik            | Slovenija (Jugoslavija) | 1959 |
| Praška pomlad                                               | Vinko Rozman               | Slovenija (Jugoslavija) | 1969 |
| Nokturno                                                    | Vasko Pregelj              | Slovenija (Jugoslavija) | 1965 |
| Gratinirani možgani Pupilije Ferkeverk                      | Karpo Godina               | Slovenija (Jugoslavija) | 1970 |
| Vse se vrti                                                 | Davorin Marc               | Slovenija (Jugoslavija) | 1978 |
| Vsi gremo gremo                                             | Davorin Marc               | Slovenija (Jugoslavija) | 1980 |
| Kras 88                                                     | Franci Slak in drugi       | Slovenija (Jugoslavija) | 1979 |

### Posvečeno: Yasuzo Masumura
| Naslov             | Izvirni naslov  | Režija          | Država   | Leto |
| ------------------ | --------------- | --------------- | -------- | ---- |
| Rdeči angel        | Akai tenshi     | Yasuzo Masumura | Japonska | 1966 |
| Slepa zverina      | Môju            | Yasuzo Masumura | Japonska | 1969 |
| Svastika           | Manji           | Yasuzo Masumura | Japonska | 1964 |
| Tetovaža           | Irezumi         | Yasuzo Masumura | Japonska | 1966 |
| Velikani in igrače | Kyojin to gangu | Yasuzo Masumura | Japonska | 1958 |